# Casey Tibbs
Casey Tibbs (5 de marzo de 1929–28 de enero de 1990) fue un cowboy, artista de rodeo y actor de nacionalidad estadounidense.

## Biografía
Su nombre completo era Casey Duane Tibbs, y nació al noroeste de Fort Pierre, Dakota del Sur. 
Tibbs consiguió en dos ocasiones el título de "World All-Around Rodeo Champion", una en 1951 y otra en 1955. También ganó en 1949, 1951–1954, y 1959, el campeonato de caballo con montura, y en 1951 el de caballo con pretal. Gracias a todo ello, Tibbs apareció en 1951 en una portada de la revista Life.
Tras su exitosa carrera en el rodeo, Tibbs se convirtió en doble cinematográfico, coordinador de escenas de acción, director técnico, asesor de temas relacionados con el ganado, caballista, y actor cinematográfico. Además, escribió, produjo, dirigió y protagonizó el film Born to Buck.
En 1976 se mudó a Ramona (California), con el fin de dedicarse a la cría de caballos. Tras sufrir durante un año un cáncer óseo que acabó diseminando a los pulmones, Casey Tibbs falleció en 1990 en su domicilio en Ramona. Fue enterrado en el Cementerio James "Scotty" Philip de Fort Pierre, su localidad natal.

## Filmografía seleccionada
- Actor:
  - Bronco Buster (1952), como Rodeo Rider
  - Wild Heritage (1958), comoRusty
  - Tales of Wells Fargo (1 episodio: "Town Against a Man", 1961), como Sheriff Jim Hogan
  - Tomboy and the Champ (1961), como él mismo
  - A Thunder of Drums (1961), como Baker
  - Stoney Burke, como Juez de Rodeo (1 episodio: "Point of Honor", 1962)
  - The Rounders (1965), como Rafe
  - Branded (2 episodios: "Romany Roundup": Parte 1 y 2, 1965)
  - The Young Rounders (1966)
  - The Rounders (serie de TV), como Folliat (1 episodio: "Four Alarm Wing Ding", 1966)
  - The Monroes (1 episodio: "To Break a Colt", 1967)
  - Junior Bonner (1972) (actor sin créditos y coordinador de rodeo), como Parade Grand Marshal
  - Climb an Angry Mountain (1972) (TV), como Buck Moto
  - The Waltons, como Flagman (1 episodio: "The Conflict" 1974)
  - Nevada Express (1975), como Jackson
  - More Wild Wild West (1980) (TV), como hermano de Juanita

- Doble, o especialista:
  - A Thunder of Drums (1961) (sin créditos)
  - The Rounders (1965)
  - Gunpoint (1966) (sin créditos)
  - The Plainsman (1966) (sin créditos)
  - Texas (1966) (coordinador de escenas de acción) (sin créditos)
  - Firecreek (1968) (sin créditos)
  - Heaven with a Gun (1969) (sin créditos)
  - The Cowboys (1972) (sin créditos)
  - Once Upon a Texas Train (1988) (TV) (coordinador de escenas de acción)

- Director:
  - The Young Rounders (1966)
  - Born to Buck (1966; también productor)